# Conus thomae
Conus thomae é uma espécie de gastrópode do gênero Conus, pertencente a família Conidae.